# Samostan Batalha
Samostan Batalha (portugalsko Mosteiro da Batalha) je dominikanski samostan v občini Batalha v okrožju Leiria v regiji Centro na Portugalskem. Prvotno in uradno znan kot samostan svete Marije zmagovalne (portugalsko Mosteiro de Santa Maria da Vitória) je bil postavljen v spomin na bitko pri Aljubarroti leta 1385 in je služil kot pogrebna cerkev Avižane rodbine iz 15. stoletja Kraljevine Portugalske. Je eden najboljših in izvirnih primerov pozne flamboyant gotske arhitekture na Portugalskem, ki se prepleta z manuelinskim slogom. Samostan je zgodovinski in kulturni spomenik in je bil leta 1983 uvrščen na Unescov seznam svetovne dediščine.

## Zgodovina
Samostan je bil zgrajen v zahvalo sveti Mariji za portugalsko zmago nad Kastiljci v bitki pri Aljubarrota leta 1385, s čimer je izpolnil obljubo portugalskega kralja Ivana I. Bitka je končala krizo 1383–85.
Gradnja je trajala več kot stoletje, začela se je leta 1386 in končala okoli leta 1517, v obdobju vladavine sedmih kraljev. Potrudilo se je petnajst arhitektov (Mestre das Obras da Batalha), čeprav je bil za sedem izmed njih naziv zgolj časten. Gradnja je zahtevala ogromno truda, z uporabo izjemnih virov ljudi in materiala. Uporabljene so bile nove tehnike in umetniški slogi, ki jih Portugalska doslej ni poznala.
Dela je leta 1386 začel portugalski arhitekt Afonso Domingues, ki je nadaljeval do leta 1402. On je sestavil načrt in veliko struktur v cerkvi in samostanu je njegovo delo. Njegov slog je bil v bistvu rayonnant gotika; vendar obstajajo vplivi angleškega perpendikularnega obdobja. Obstajajo podobnosti s fasado Yorške stolnice ter z ladjo in transeptom Canterburyjske stolnice.
Od leta 1402 do 1438 ga je nasledil Huguet. Ta arhitekt, ki je bil verjetno katalonskega porekla, je uvedel razkošni gotski slog. To se kaže v glavnem pročelju, kupoli kvadratnega kapitlja, ustanoviteljski kapeli, osnovni strukturi nepopolnih kapel ter severni in vzhodni ladji glavnega križnega hodnika. Višino ladje je dvignil na 32,46 m, s spremembo proporcev pa je notranjost cerkve še ožja. Dokončal je tudi transept, vendar je umrl, preden je lahko dokončal nepopolne kapele.
Med vladavino Alfonza V. je portugalski arhitekt Fernão de Évora med letoma 1448 in 1477 nadaljeval gradnjo. Dodal je križni hodnik Alfonza V. V obdobju 1480–1515 ga je nasledil arhitekt Mateus Fernandes starejši. Ta mojster manuelinskega sloga je delal na portalu Capelas Imperfeitas. Skupaj s slavnim Diogom Boitacom je realiziral arkadno shemo v Claustro Realu. Delo na samostanu se je nadaljevalo v času vladavine Ivana III. z dodatkom čudovite renesančne tribune (1532) Joãa de Castilha. Gradnja se je ustavila, ko se je kralj odločil vložiti vse svoje napore v gradnjo samostana Jerónimos v Lizboni.
Potres leta 1755 je naredil nekaj škode, veliko večjo škodo pa so povzročile napoleonske čete maršala Masséna, ki so plenile in požgale kompleks v letih 1810 in 1811. Ko so bili dominikanci leta 1834 izgnani iz kompleksa, sta bila cerkev in samostan zapuščena in prepuščena propadu.
Leta 1840 je portugalski kralj Ferdinand II. začel s programom obnove zapuščenega in uničenega samostana in rešil ta dragulj gotske arhitekture. Obnova je trajala do prvih let 20. stoletja. Eden zadnjih arhitektov je bil kamnoseški mojster Jose Patrocinio de Sousa, odgovoren za obnovo samostana. Leta 1907 je bil razglašen za nacionalni spomenik. Leta 1980 je bil samostan spremenjen v muzej.
Samostan Batalha je UNESCO leta 1983 dodal na svoj seznam svetovne dediščine.

## Arhitektura
Samostan stoji ločeno od mesta.
Zahodna fasada, obrnjena proti velikemu trgu s konjeniškim kipom generala Nuna Álvaresa Pereire, je razdeljena na tri dele z oporniki in ogromnimi pilastri: ustanoviteljsko kapelo (Capelo do Fundador), stransko steno ladje in štrleči portal. Na desni strani te fasade so nedokončane kapele (Capelas Imperfeitas), ločena osmerokotna struktura, dodana kompleksu.
Na vzhodni strani, poleg cerkvenega kora, je kapiteljska dvorana (Sala do Capítulo). Samostan kralja Ivana I. meji na cerkev in kapitelj. Struktura se nadaljuje v križni hodnik kralja Alfonza V. (Claustro de D. Afonso V). Na severni strani kompleksa je Grob neznanega vojaka iz prve svetovne vojne.
Portal prikazuje v arhivoltih množico 78 kipov, razdeljenih v šest vrst, starozaveznih kraljev, angelov, prerokov in svetnikov, vsakega pod baldahinom. Razpoke na obeh straneh prikazujejo (slabše kopije) kipov apostolov, pri čemer eden stoji na vklenjenem hudiču. Timpanon prikazuje Kristusa na prestolu, ki sedi pod baldahinom in ob strani stojijo štirje evangelisti, vsak s svojim atributom.

### Ladja in kor
Cerkev je velika in ozka (22 m) glede na svojo višino (32,4 m). Drugi arhitekt, Huguet, je dvignil ladjo na sedanjo višino, s čimer je spremenil proporce cerkve in ji dal današnjo podobo. Njena notranjost daje trezen in gol vtis zaradi pomanjkanja okraskov in kipov v ladji. Rebrasti obok, podprti s sestavljenimi stebri, so zaključeni z ornamentiranimi sklepniki. Svetloba vstopa v cerkev skozi deset barvnih oken svetlobnega nadstropja in visokih risanih oken v stranskih stenah in transeptu ter skozi dva niza suličastih oken na koru. Kor se razteza v dvopolne transepte in je sestavljen iz petih apsidalnih kapel, pri čemer je osrednja štrleča.
Batalha je verjetno imela prvo delavnico za vitraže na Portugalskem. Umetnost so na Portugalsko uvedli nemški umetniki iz regij Frankonije in Nürnberga. Najstarejša okna segajo v konec 1430-ih. Toda manuelinski, ogivalni vitraži v koru so iz 1520-ih in 1530-ih, izdelali pa so jih portugalski mojstri, med njimi Francisco Henriques. Predstavljajo prizore iz Jezusovega in Marijinega življenja: obiskanje, čaščenje Treh kraljev, beg v Egipt in Kristusovo vstajenje.
Arhitekt Mateus Fernandes in njegova žena sta pokopana pod marmorno nagrobno ploščo blizu portala. Grobnica viteza Martima Gonçalvesa de Maçada, ki je kralju rešil življenje med bitko pri Aljubarroti, je v bližini Capela do Fundador.

### Ustanoviteljeva kapela
Kvadratno Ustanoviteljevo kapelo (portugalsko Capela do Fundador) je med letoma 1426 in 1434 zgradil arhitekt Huguet po ukazu kralja Ivana I., da bi postala prvi kraljevi panteon na Portugalskem. Zagotavlja popolno sintezo med razkošno gotiko in angleškim perpendicular slogom, saj je Filipa Lancastrskega s seboj pripeljala nekaj angleških arhitektov. Kapelo sestavljajo trije navidezni oboki in osrednji osmerokotnik, podprt z osmimi stebri, okrašenimi z brstiči, ki podpirajo globoke loke.
Skupna grobnica portugalskega kralja Ivana I. (um. 1433) in njegove žene Filipe Lancasterske (um. 1415) stoji pod zvezdastim obokom oktogona. Njuna kipa ležita v popolni regaliji, s sklenjenimi rokami (ki izražajo dobre odnose med Portugalsko in Anglijo) in glavama, ki počivata na blazini, pod dovršeno okrašenimi baldahini. Grba rodbin Avižanov in Lancaster sta na vrhu teh nadstreškov, skupaj z insignijami Reda podvezice. Na krovni plošči grobnice sta ponavljajoči se gesli kralja Por bema (»na bolje«) in kraljice Yl me plet (»zadovoljna sem«).
Ta osmerokotnik je obdan z ambulatorijem s kompleksnim obokom. Ob južni steni je stal niz poglobljenih obokov z grobovi štirih mlajših sinov Ivana I. skupaj z njihovimi zakonci. Od leve proti desni: Ferdinand sveti knez (samski, umrl kot ujetnik v Fesu leta 1443; njegove posmrtne ostanke so kasneje našli in preselili sem leta 1473); Ivan iz Reguengosa, portugalski konstable (um. 1442), z ženo Isabello iz Barcelosa (um. 1466); Henrik Pomorščak (pod baldahinom, u. 1460, samski); in Peter iz Coimbre (regent Alfonza V., 1438–1448, ki je bil ubit v bitki pri Alfarrobeiri leta 1449; njegovi posmrtni ostanki so bili sem preneseni leta 1456) s svojo ženo Isabello iz Urgell (um. 1459).
Tri grobnice na zahodni steni so kopije originalnih grobnic kralja Alfonza V. (vladal 1438–1481), Ivana II. (vladal 1481–1495) (prazne, ker so Massénovi vojaki odvrgli kosti) ter njegovega sina in dediča, princa Alfonza (ki je umrl v nesreči pri sedemnajstih letih, pred očetom).

### Nedokončane kapele
Kot Capelas Imperfeitas ('Nedokončane kapele') so opomin, da samostan ni bil nikoli dokončan. Tvorijo ločeno osmerokotno strukturo, pritrjeno na kor cerkve (preko retrokora) in dostopno le od zunaj. Leta 1437 jih je dal zgraditi portugalski kralj Edvard ('Dom Duarte', um. 1438) kot drugi kraljevi mavzolej zase in za svoje potomce. Toda on in njegova kraljica Eleanor Aragonska sta edina, ki sta tukaj pokopana (Eleanor je umrla v izgnanstvu v Toledu leta 1445; njeni posmrtni ostanki so bili sem preneseni leta 1456).
Prvotno zasnovo, ki jo je začel Huguet, so zaporedoma spremenili arhitekti, zlasti Mateus Fernandes (ki je pokopan v cerkvi). Osmerokotna rotunda ima sedem žarkastih šesterokotnih kapel. V vogalih kapel so stali masivni nedokončani oporniki, ki so bili namenjeni podpori oboka. Ti stebri, ki jih je zasnoval Diogo Boitac, so okrašeni z manuelinskimi motivi, vklesanimi v kamen.
Portal se dviga na monumentalnih petnajst metrov. Prvotno je bila zgrajena v gotskem slogu, vendar jo je Mateus Fernandes do neprepoznavnosti preoblikoval v mojstrovino manuelinskega sloga (dokončana leta 1509). V celoti je okrašena v čipko razkošnih in stiliziranih manuelinskih motivov: armilarne sfere, krilati angeli, vrvi, krogi, štori, loki v obliki deteljice in cvetlični izrastki. Ta poklon kralja Manuela I. njegovemu predhodniku kralju Edvardu omenja njegov moto Leauté faray tam yaserei ('Vedno bom zvest'). To geslo se nato več kot dvestokrat ponovi v obokih in stebrih kapel.
Renesančna loža, dozidana okoli leta 1533, je bila verjetno namenjena glasbenikom. Pripisana je arhitektu Joãu de Castilhu.

### Kapiteljska dvorana
Kapiteljska dvorana (portugalsko Sala do Capitulo) spominja obiskovalce na vojaški razlog za ustanovitev samostana: vojaška častna straža dveh stražarjev bdi nad grobnicama dveh neznanih vojakov, padlih v prvi svetovni vojni.
Ta kvadratna soba je še posebej opazna po svojem zvezdastem oboku, ki nima srednje podpore in obsega kvadratni prostor 19 metrov ob strani. To je bila takrat tako drzna ideja, da so za opravljanje naloge uporabili obsojene jetnike. Končana je bila po dveh neuspelih poskusih. Ko so odstranili še zadnje odre, naj bi Huguet preživel noč pod obokom, da bi utišal svoje kritike.
Renesančni vitraj na vzhodni steni je iz leta 1508. Prikazuje prizore pasijona in ga pripisujejo portugalskima slikarjema, mojstroma Joãoju in Franciscu Henriquesu.

### Kraljevi križni hodnik
Kraljevi križni hodnik (Claustro Real) ni bil del prvotnega projekta. Zgrajen je bil pod vodstvom arhitekta Fernão de Évora med letoma 1448 in 1477. Njegov trezen zunanji videz je v močnem nasprotju z razkošnim gotskim slogom cerkve. Huguetov izrezljani okras v gotskem slogu (vključno štirilisti, fleur-de-lis in rozete) v ambulatoriju tvori uspešno kombinacijo z manuelinskim slogom v arkadnih zaslonih, ki jih je kasneje dodal Mateus Fernandes. Izmenjujeta se dva različna vzorca, eden s križem Kristusovega reda, drugi z armilarijami.
Koloneti, ki podpirajo te zapletene arkadne zaslone, so okrašeni s spiralnimi motivi, armilarijami, lotosovimi cvetovi, vejami briarja, biseri in školjkami ter eksotičnim rastlinjem.

### Lavabo
To delo Mateusa Fernandesa, ki je v severozahodnem kotu Claustro Reala, je sestavljeno iz vodnjaka in dveh manjših bazenov nad njim, ki ju osvetljuje svetloba, ki gleda skozi zapleten niz lokov okoli njega.

### Križni hodnik kralja Alfonza
Ta trezen križni hodnik poleg Claustro Real je bil zgrajen v običajnem gotskem slogu z dvojnimi koničastimi loki. V drugi polovici 15. stoletja ga je zgradil arhitekt Fernão de Évora. Stoji v nasprotju z manuelinsko bleščavostjo nekoliko večjega Claustra Reala. Sklepna kamna v oboku nosita grba Duarteja I. in Alfonza V.